# パンプローナ大聖堂
パンプローナ大聖堂（スペイン語: Catedral de Pamplona）は、スペイン・ナバーラ州パンプローナにあるローマ・カトリックの大聖堂。正式名称はサンタ・マリア・ラ・レアル大聖堂（スペイン語: Catedral de Santa María la Real）。

## 歴史
大聖堂が建っている場所は、古代ローマ時代のポンパエロ（パンプローナの旧称）の都市の旧市街中心部である。もともとこの地にあったローマ・カトリックの教会は、イスラーム国家である後ウマイヤ朝のアブド・アッラフマーン3世が侵攻した924年に取り壊された。再びカトリックがパンプローナを支配すると、ナバーラ王サンチョ3世（1004年-1035年）の時代に教会が再建された。しかしこの教会は1083年から1097年に取り壊され、1100年から1127年にはロマネスク建築の教会が建設された。
1391年にはこの教会が崩壊したため、1394年には現行のゴシック建築の大聖堂の建設が開始され、1501年に完成した。歴代のナバーラ王国の国王はパンプローナ大聖堂で戴冠し、一部の国王はパンプローナ大聖堂に埋葬されている。近世まではナバーラ地方のコルテス（議会）がパンプローナ大聖堂で開催されていた。ファサードは新古典主義建築であり、1783年にベントゥーラ・ロドリゲスによって設計された。
1931年6月3日には重要文化財(BIC)に指定された。1993年にはサンティアゴ・デ・コンポステーラの巡礼路がユネスコの世界遺産に登録され、パンプローナ大聖堂は構成遺産のひとつとなった。

## ギャラリー

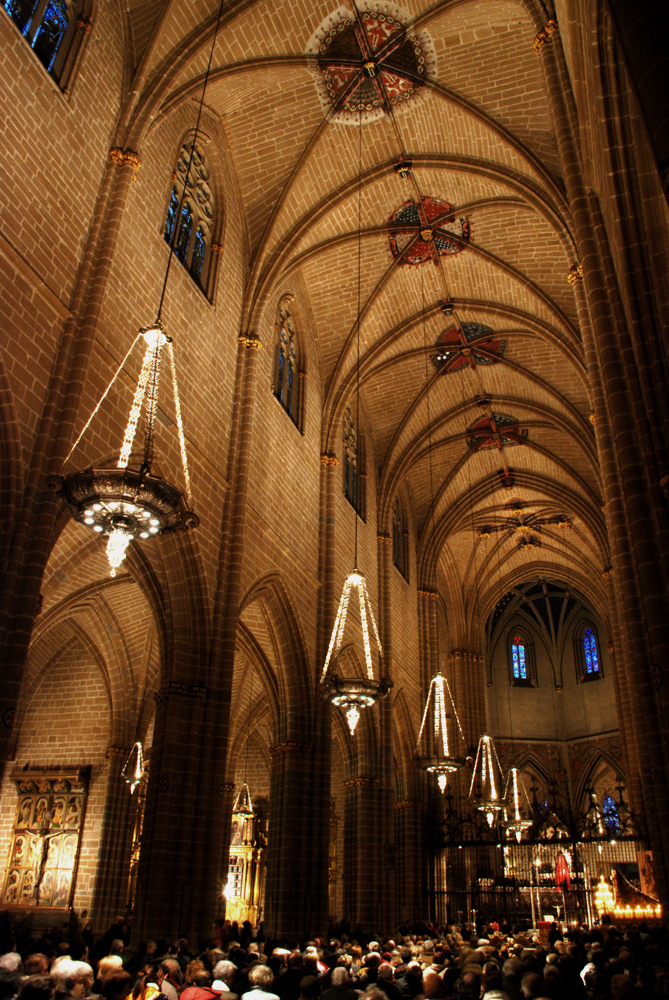
内部
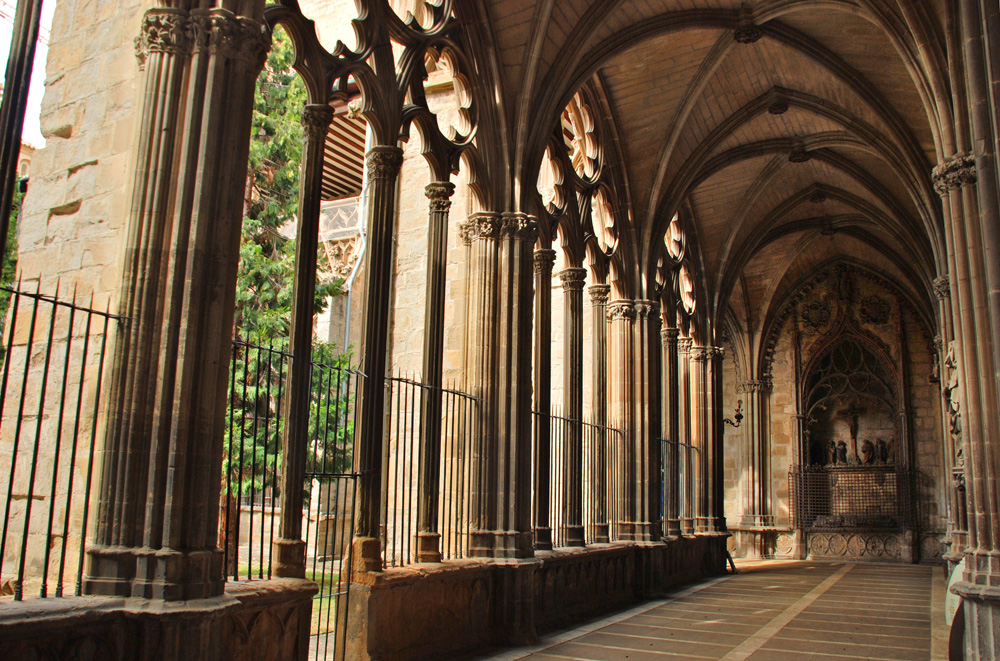
回廊